# Lucius Gellius Publicola (consul en -72)
Pour les articles homonymes, voir Lucius Gellius Publicola.
Lucius Gellius Publicola est un des deux consuls de la république romaine en 72 av. J.-C., avec Cnaeus Cornelius Lentulus Clodianus. Il est l'un des généraux envoyés par le Sénat pour mettre fin à la révolte de Spartacus.

## Début de carrière et troisième guerre servile
Premier membre des Gelli à obtenir le consulat, Lucius fut très jeune attaché à Caius Papirius Carbo comme son contubernalis. Il commença son ascension dans le cursus honorum par son élection comme questeur vers 102 av. J.-C., puis comme édile vers 96 av. J.-C.. Il fut ensuite élu Praetor Peregrinus en 94 av. J.-C., après quoi il fut nommé  propraetor de la province d'Asie l'année suivante.
En 89 av. J.-C. , Gellius était légat de haut rang sous Pompée Strabon, marquant le début d'une longue association avec cette famille qui se poursuivrait avec le fils de Strabon, Pompée le Grand. À tel point que lorsqu'il obtint le consulat en 72 av. J.-C., il fut reconnu comme consul pompéien et fit adopter un projet de loi visant à valider les octrois de citoyenneté par Pompée en Hispanie. Lui et son collègue veillèrent également à ce qu'aucun citoyen romain des provinces ne puisse être jugé par contumace pour une accusation capitale – une tentative visant à limiter les ravages de Gaius Verres en Sicile.
Cependant, l'événement majeur de son consulat fut la révolte de Spartacus et le déclenchement de la Troisième Guerre servile. Après avoir remporté plusieurs victoires contre des forces romaines mal préparées, le Sénat reconnut Spartacus comme une menace sérieuse et envoya les deux consuls affronter les armées d'esclaves à la tête de quatre légions. D'abord victorieux, Gellius vainquit Crixus et 30 000 esclaves rebelles au Mont Garganus près des Pouilles, puis se dirigea vers le nord, derrière les forces de Spartacus qui progressaient vers le nord. Clodien barrant Spartacus au nord, ils espéraient surprendre les rebelles entre les deux armées. L'armée d'esclaves de Spartacus détruisit les légions de Clodien, puis se retourna et vainquit les légions de Gellius qui approchaient. Rassemblant leurs forces défaites, les deux consuls se lancèrent à leur poursuite, mais furent une fois de plus vaincus lors d'une bataille près de Picenum.
Humiliés par ces défaites, peu après, au début de l'automne, Gellius et Clodien furent démis de leurs fonctions de commandants par le Sénat romain, et le commandement de la guerre fut confié à Marcus Licinius Crassus. Ce revers dans la carrière de Gellius ne fut que temporaire ; avec le soutien de Pompée, Gellius et Clodien furent tous deux nommés censeurs romains en 70 av. J.-C.. Ils entreprirent une purge systématique du Sénat, destituant quelque soixante-quatre sénateurs, parmi lesquels plusieurs personnes liées au procès d'Oppianicus, ainsi que des personnalités importantes comme Gaius Antonius Hybrida et Publius Cornelius Lentulus Sura. Ils ont identifié 910 000 citoyens et ont peut-être nommé Mamercus Aemilius Lepidus Livianus comme Princeps senatus.